# Новокальчево
Новокальчево (укр. Новокальчеве, до 2016 года — Червоноармейское) — село, относится к Березовскому району Одесской области Украины.
Население по переписи 2001 года составляло 516 человек. Почтовый индекс — 67340. Телефонный код — 4856. Занимает площадь 0,706 км². Код КОАТУУ — 5121285601.

## Местный совет
67340, Одесская обл., Березовский р-н, с. Новокальчево, ул. Советская, 57